# جائزة موناكو الكبرى 1987
جائزة موناكو الكبرى 1987 هو سباق فورمولا 1 أقيم بتاريخ 31 مايو 1987 في حلبة موناكو، مونت كارلو. كان الرابع من أصل 16 في بطولة العالم لسباقات الفورمولا واحد موسم 1987. حلّ البرازيلي آيرتون سينا أولا بينما جاء البرازيلي نيلسون بيكيه في المركز الثاني وحصل على المركز الثالث الإيطالي ميكيلي ألبوريتو.